# Outside the Wall
Outside the Wall è una canzone dei Pink Floyd pubblicata nel 1979, all'interno dell'album The Wall, scritta da Roger Waters. È l'ultimo brano dell'album e ha la stessa melodia dell'introduzione del primo brano, In the Flesh?

## Composizione
Il brano dura 1 minuto e 41 secondi. Inizia con il rumore del crollo di un muro che chiudeva la canzone precedente, con in sottofondo una melodia suonata da un clarinetto che, non appena entra la voce di Waters, viene accompagnata da un'armonica a bocca. Durante tutta la canzone un coro di voci bianche accompagna la voce principale.
Il brano si conclude con la stessa melodia sentita all'inizio dell'album (nei primi quindici secondi della canzone In the Flesh?) e con una frase a metà, che dice: "Isn't this where…", che si ricollega con le prime tre parole dell'album, "…we came in?".

## Trama
Demolito il muro, l'artista esprime il suo pensiero riguardo al racconto e sottolinea che l'essere umano, anche volendo, non si può isolare dal mondo esterno, perché ci sarà sempre qualcuno disposto a "sbattere il cuore contro il muro di un pazzo".

## Versione video
Una versione più lunga del brano (poco più di 4 minuti) fu registrata per il film e fu eseguita dalla National Philharmonic Orchestra, dal The Pontarddulais Male Voice Choir e cantata sempre da Roger Waters.
Nella scena d'apertura del video si vede il muro crollare e, oltre il muro, pompieri che cercano di far posare la polvere con degli idranti, bambini che frugano tra le macerie e persone che si soffermano a guardare. Dopodiché iniziano a scorrere lentamente sullo schermo tutte le immagini che riguardano sia l'album che il film; quindi la copertina, le locandine, alcuni screenshot, ecc.

## Versioni dal vivo
Durante le esibizioni dal vivo, il brano veniva eseguito dalla band al completo davanti al muro demolito alla fine di The Trial, con Waters che cantava e suonava il clarinetto, David Gilmour il mandolino, Richard Wright la fisarmonica e Nick Mason la chitarra acustica. Altri turnisti, poi, accompagnavano la band.

## Formazione
Pink Floyd:
- Roger Waters - voce principale[2]

Membri aggiuntivi:
- Frank Marrocco - concertina[2]
- Larry Williams - clarinetto[2]
- Trevor Veitch - mandolino[2]
- Children's choir from New York - voce di supporto[2]

Formazione esecuzione dal vivo
Pink Floyd
- Roger Waters - voce principale, clarinetto
- David Gilmour - mandolino
- Nick Mason - chitarra acustica a sei corde

Membri aggiuntivi
- Richard Wright - fisarmonica
- Snowy White - chitarra acustica a sei corde (1980)
- Andy Roberts - chitarra acustica a sei corde (1981)
- Peter Wood - chitarra acustica a sei corde
- Andy Bown - chitarra acustica a dodici corde
- Willie Wilson - tamburello
- Joe Chemay, Stan Farber, Jim Haas, John Joyce - voce di supporto